# Riu Alcantara

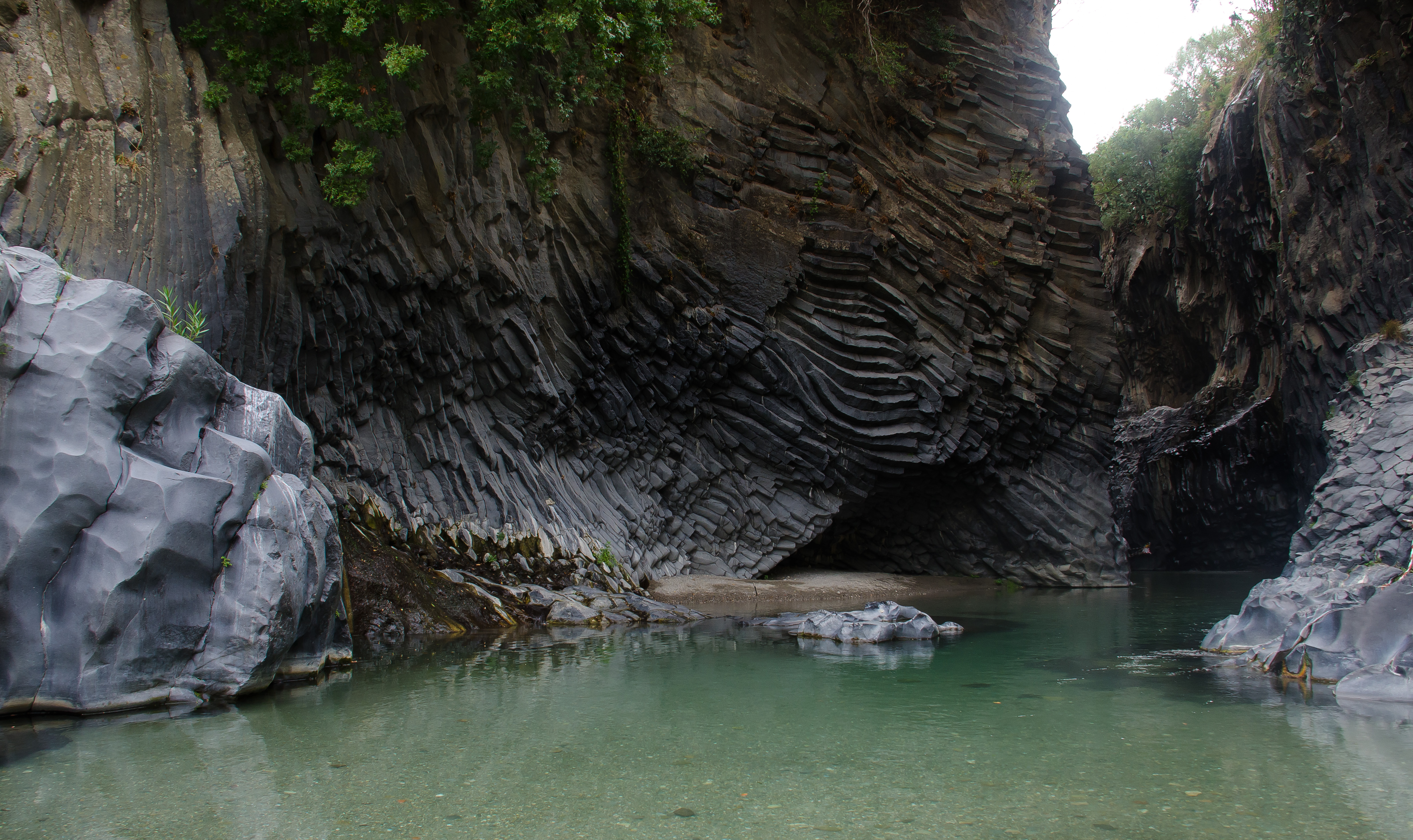
Vista de les goles del riu, amb afloraments basàltics.

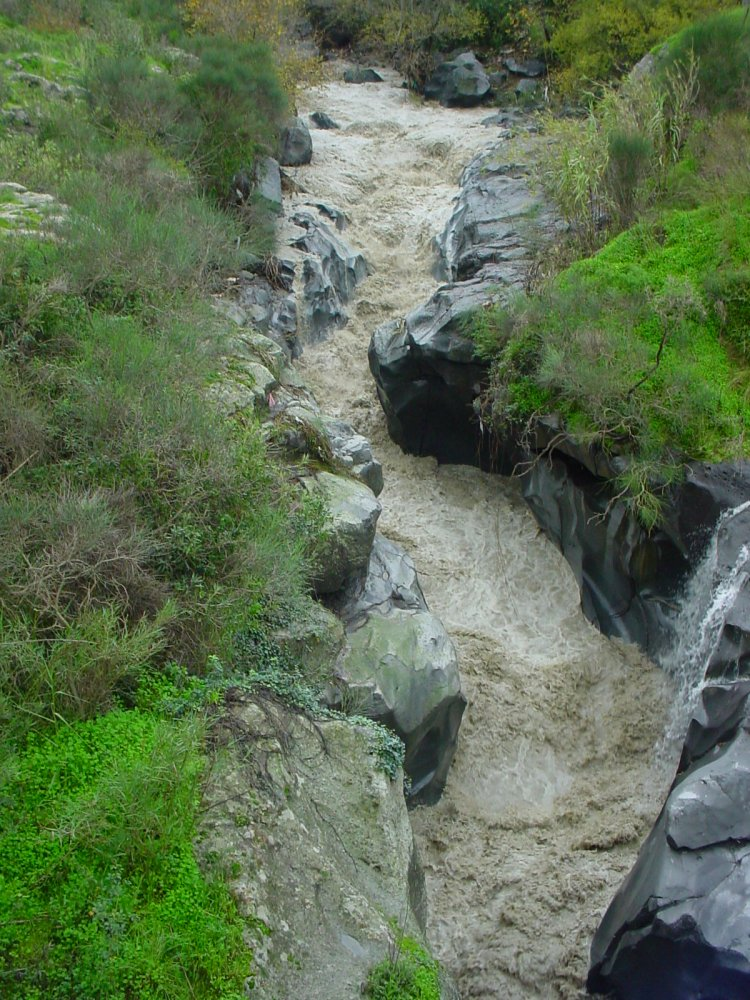
Imatge del riu Alcantara al desembre de 2003.

El riu Alcantara és un important riu de la part oriental de Sicília (Itàlia) que recorre 52 quilòmetres abans de desembocar al mar Jònic. La seva conca hidrogràfica s'estén 573 km² per les províncies de Messina i de Catània.
El riu neix a les muntanyes Nebrodi, a una altura de 1.395 metres a la serra Baratta al territori del municipi de Floresta, a la província de Messina. En el seu recorregut cap al mar passa pel nord de la muntanya Etna, dirigint-se en direcció sud, entra a la província de Catània, al nord del municipi de Randazzo i rep aigua del seu afluent, el riu Flascio. Després de rebre el flux d'aquest el seu curs es desvia en direcció a l'est, marcant el límit nord de la muntanya del volcà Etna, tenint al nord els Nèbrodes i les muntanyes Peloritanos, determinant també la divisió de les províncies de Messina, al nord, i Catània, al sud.
Passa pels municipis de Mojo Alcantara, Francavilla di Sicilia, Castiglione di Sicilia, Motta Camastra (on es formen les Goles d'Alcantara, important punt turístic de la regió, Graniti, Gaggi, Calatabiano i Giardini-Naxos, on desemboca al mar.